# 국제 백신 연구소
국제백신연구소(國際백신硏究所, 영어: International Vaccine Institute, IVI, 문화어: 국제왁찐연구소)는 백신을 개발하여 저개발 국가에 공급하는 것을 목표로 세워진 국제 기구이다.
대한민국에 본부를 둔 최초의 국제 기구로, 1997년 유엔 개발 계획(UNDP)의 주도로 설립되었으며 20여 개국 출신 200여명의 직원을 두고 있다. 세계 공중보건을 위한 안전하고 효과적이고 저렴한 백신의 발굴, 개발 및 보급을 목적으로 하며 특히 저개발 국가에서 많이 발생하는 설사병, 세균성 수막염, 폐렴,  일본뇌염, 뎅기열 등을 중점적으로 연구하여 선진국과 저개발 국가 간의 보건 격차 해소에 힘쓰고 있다. 2009년 세계 최초로 저가 콜레라 백신을 개발하여, 세계 보건 기구(WHO)의 승인을 받음으로써 아시아, 아프리카 등 콜레라 발생지역 주민들에게 투여할 수 있게 됐다. 기존 콜레라 백신의 가격이 18~30 달러에 달해 쉽게 개발도상국 주민들에게 투여하기 힘들었는데, 1달러 상당의 저렴하고 안전한 콜레라 백신의 개발로 보다 많은 사람들이 혜택을 받게 될 전망이다.

## 역사
- 1993년 11월 유엔개발계획(UNDP)의 국제백신연구소(IVI) 설립계획이 일본 교토에서 열린 어린이 백신 이니셔티브(CVI)에서 승인
- 1996년 10월 대한민국 정부 및 세계 보건 기구(WHO)가 UN본부에서 국제백신연구소 설립협정에 조인

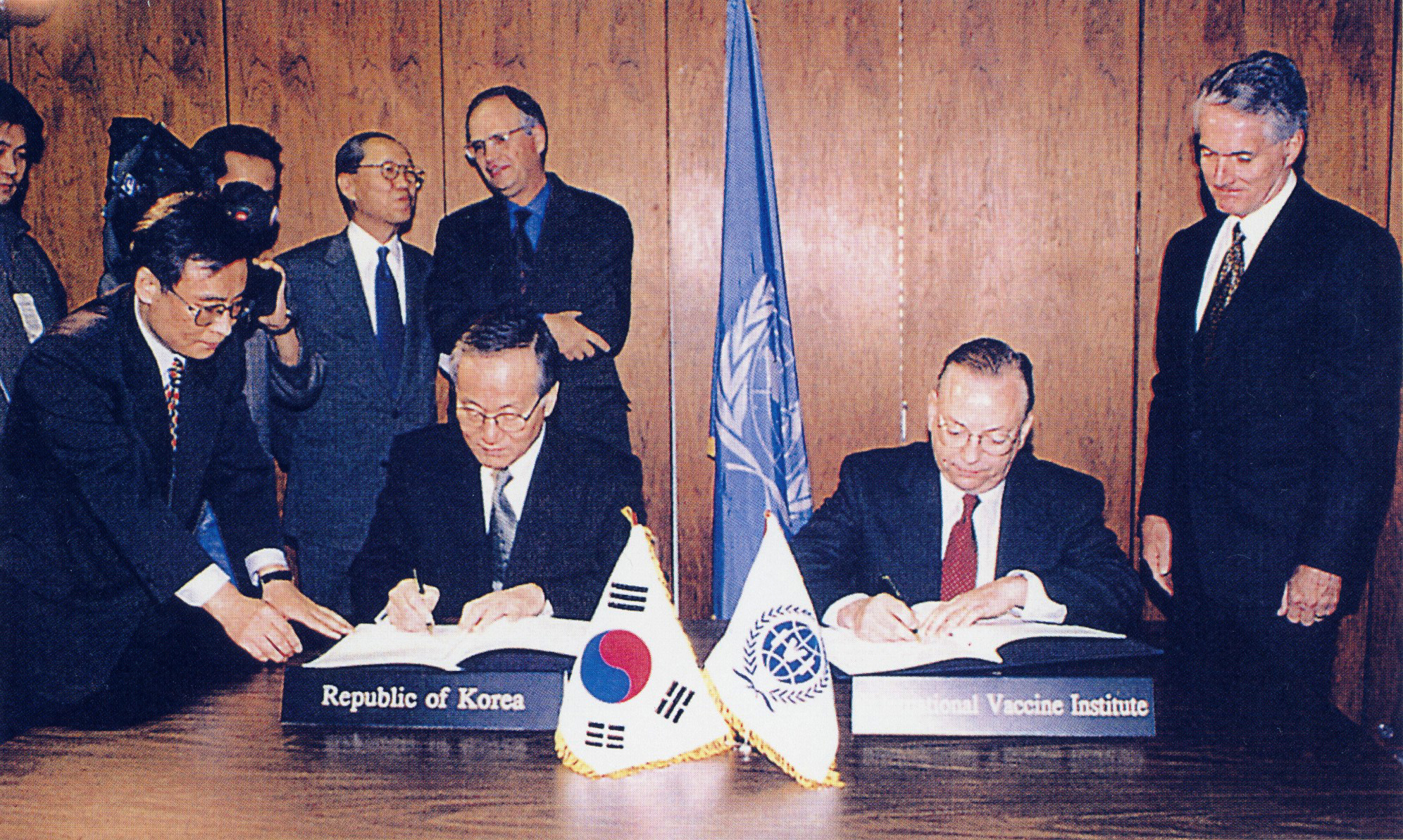
1998년 9월 24일, UNDP 본부에서 열린 국제 백신 연구소 설립협약 체결식

- 1998년 9월 24일 UNDP 본부에서 한국의 홍순영 외교통상부 장관, 배리 블룸(Dr. Barry Bloom) IVI 이사회 의장 등이 참석한 가운데 IVI 본부 설립 협정 체결, IVI의 독립적 지위에 따라 1998년 UNDP로부터 공식적으로 분리
- 1999년 7월 존 클레멘스 국제백신연구소 초대 사무총장이 취임
- 1999년 8월 서울대학교 연구공원에서 국제백신연구소 세계본부 기공식 거행
- 2000년 1월 빌게이츠 재단의 4000만 달러 기부로 콜레라, 장티푸스, 이질 등 설사병 퇴치를 위한 최빈국 질병(DOMI) 프로그램 발족
- 2004년 10월 대한민국 정부 주최로 IVI 본부건물 제공식 거행
- 2006년 10월 조선민주주의인민공화국과 어린이 뇌수막염 및 일본뇌염 백신 보급을 위한 협정 체결
- 2007년 10월 국제백신연구소 창립 10주년 기념식 개최
- 2008년 10월 이명박 당시 대한민국 대통령의 부인 김윤옥이 IVI 후원회 명예회장으로 추대되어 이명박 대통령 퇴임 때까지 활동
- 2011년 12월 19일 크리스티앙 루크 의학박사가 2대 사무총장으로 취임
- 2015년 한국계 미국인 의사로서 에이즈바이러스(HIV) 연구의 세계적 권위자 제롬 김(Jerome H. Kim;한국명 김한식) 박사가 3대 사무총장으로 취임
- 2016년 12월 14일 안동분원 개원[5][6]
- 2025년 2월 21일 글로벌 생물자원센터 공식 개소[7]

## 주요 연구 성과
- 세계 최초 저가 콜레라 백신 인도에서 승인.
- 경구용 콜레라, Vi 다당류 장티푸스, Vi 단백결합 장티푸스 백신 등 3종의 백신 개발 및 개량.
- 인도네시아 발리지역의 심각한 일본뇌염 질병부담을 최초로 확인.
- 인도 국립 콜레라 및 장감염연구소(NICED)와 공동으로 인도 콜카타에 대규모 백신 현장적용 연구지역 설립 및 운영.
- 개발될 이질 후보백신 평가를 위한 세균성 이질 발병 동물모델 개발.
- 개발도상국의 백신 역략 강화를 위한 연례 'IVI 아시아 태평양 국제 백신학 고급 교육과정' 9차례 개최.
- 아프리카 모잠비크에서 경구용 콜레라 백신이 에이즈 환자들에게도 안전하고 효과적임을 최초로 확인.
- 설하를 통한 새로운 백신접종법 개발

## 후원
- 기빙클럽 : 개인, 회사, 재단, 단체 등이 국제기구 IVI 미션에 동의하고 선의로 참여하여 기부하는 특별 후원 프로그램.
- 정기후원(CMS) : 매월 일정액 기부.
- 특정 연구 프로그램/과학자 후원 : 빌 게이츠 재단, 록펠러 재단 등과 함께 IVI의 백신개발연구 지원.

## 관련 기관
- 사단법인 국제백신연구소 한국후원회

## 같이 보기
- 조안 리(이영자) - 국제백신연구소(IVI) 고문과 한국후원회 부회장을 지냈다
- 국제백신이니셔티브